# São Francisco do Jataí
São Francisco do Jataí é um distrito do município brasileiro de Itanhomi, no interior do estado de Minas Gerais. Segundo o censo demográfico de 2022, realizado pelo Instituto Brasileiro de Geografia e Estatística (IBGE), sua população era de 1 011 habitantes e havia 383 domicílios particulares permanentes ocupados. Possui área de 81,32 km² conforme a Fundação João Pinheiro (FJP). Foi criado pela lei municipal nº 1.039 de 9 de agosto de 1995.
De acordo com o IBGE, em 2010 a população era de 1 186 habitantes e havia 495 domicílios particulares.